# Italcimenti
Italcimenti is een muziekproject bestaande uit Alexander Robotnick (echte naam Maurizio Dami) en Ludus Pinsky (echte naam Lapo Lombardi). Ze richten zich op het maken van Electro en brachten in 2005 hun eerste album uit, getiteld "Under Construction".